# Vincenzo Civitali
Vincenzo Civitali (Lucca, 1523 – Lucca, giugno 1597) è stato uno scultore e architetto italiano del XVI secolo, oltre che ingegnere.

## Biografia
Era figlio dello scultore e architetto Nicolao e nipote dello scultore Matteo. 
In gioventù Vincenzo viene inviato a Roma per studiare.
Tra i progetti attribuiti a Vincenzo a Lucca ci sono il monumento funebre a Guidiccioni nella chiesa di San Francesco.
Sono attribuiti a lui anche il Palazzo Guidiccioni e la ricostruzione della cappella del Santissimo Sacramento nel Duomo di Lucca.
Dopo aver lasciato un incarico nella costruzione delle fortificazioni di Lucca per un disaccordo con Francesco Paciotto nel 1579 si trasferisce a lavorare con Alfonso II d'Este a Ferrara dal quale gli fu chiesto di progettare un forte sul Monte Alfonso in Garfagnana. 
Nel 1588 Civitali lascia l'incarico presso gli Este per tornare nella sua Lucca dove contribuisce a progettare le mura.